# Triboniano
Triboniano (Panfilia, 500 circa – 542) è stato un giurista bizantino.

## Biografia
La sua data di nascita è ignota, ma si sa che proveniva dalla Panfilia e che forse era pagano. È considerato il più importante giurista dell'Impero Romano d'Oriente e del suo tempo. Di vasta e solida erudizione, svolse l'incarico di Quaestor sacri palatii (responsabile della giustizia dell'Impero) dal 529 al 532 e, in seguito, dal 535 al 542.
Dobbiamo soprattutto a lui che si sia potuto terminare in tempi relativamente brevi un'opera monumentale come quello che sarebbe stato più tardi denominato Corpus Iuris Civilis,  che ha rappresentato per secoli una fondamentale compilazione del diritto romano.
A seguito della rivolta di Nika dovette essere sostituito probabilmente per le pressioni dei suoi molti nemici. Ben presto fu tuttavia richiamato e il suo ruolo fu decisivo soprattutto nella redazione del Digesto e delle  Istituzioni, nonché per alcune delle "Novelle".
Nel frattempo Triboniano aveva ricoperto pure l'importante ufficio di magister officiorum. Procopio di Cesarea lo descrive come personaggio corrotto. Egli fu pure sospettato di avere aderito al paganesimo. 
Anche se alcune accuse possono essere state motivate dalla gelosia, vi potrebbe essere un sostrato di verità. In ogni caso la sua competenza giuridica non potrà mai essere messa in discussione. Morì nel 542 a causa di una epidemia di peste.